# Trattato di Ahmet Pasha
Il Trattato di Ahmet Pasha (persiano: عهدنامه احمد پاشا, in turco Ahmed Paşa Antlaşması) fu un trattato firmato il 10 gennaio 1732 tra l'Impero Ottomano e la Persia Safavide.

## Antefatti
Nel XVII secolo, i trattati di Serav e Zuhab avevano raggiunto uno stallo tra gli imperi ottomano e safavide. Tuttavia, durante il breve governo della dinastia Hotak basata in Afghanistan, il caos in Iran provocò scontri lungo le frontiere, specialmente nel Caucaso. Nel frattempo, Pietro I di Russia iniziò ad occupare i territori iraniani nel Caucaso settentrionale e nella Transcaucasia, conquiste che furono confermate dal Trattato di San Pietroburgo (1723) . Temendo un Caucaso controllato dalla Russia, gli ottomani decisero di catturare Tbilisi per bilanciare l'avanzata russa. Ma questa operazione ha provocato una lunga guerra ottomana safavide.

## Guerra
Tra il 1723 e il 1730, gli ottomani furono in grado di controllare il Caucaso meridionale catturando Yerevan e Ganja oltre a Tbilisi. Nei fronti meridionali (cioè, l'Iran occidentale), gli Ottomani conquistarono Tabriz, Urmia, Khorramabad, Kermanshah e Hamedān. Nel 1724, ottomani e russi avevano concordato, con il trattato di Costantinopoli (1724), di dividere ulteriormente i suddetti territori iraniani tra loro due. Ma dopo che Tahmasp II dei Safavidi iniziò a controllare l'Iran, l'avanzata ottomana fu frenata. Entrambe le Parti, stanche del conflitto, decisero di porre fine alla guerra. Ahmet Pasha (ottomano) e Mehmet Rıza Kulu (persiano) hanno firmato il trattato.

## Termini del trattato
I termini del trattato furono:
1. L'impero ottomano mantenne le sue conquiste nel Caucaso;
2. Le conquiste ottomane nell'Iran occidentale (eccetto Hamadan[4][5][6], e Kermanshah)[5] furono concesse alla Persia, e
3. Il fiume Aras divenne la nuova linea di confine nel Caucaso meridionale.

## Risvolti
Il trattato si rivelò piuttosto un armistizio che un trattato permanente. Il sultano ottomano Mahmut I e Nader Shah, allora comandante in capo dell'esercito persiano non approvarono la perdita di Tabriz e le perdite nel Caucaso. Durante il regno di Nader Shah, la Persia afsharide fu in grado di riguadagnare le proprie perdite.